# Axel Otto Fredrik von Arbin
Axel Otto Fredrik von Arbin, född 14 september 1853 på Hellekis säteri i Medelplana socken, död 19 april 1906 i Södertälje, var en svensk militär.
Axel von Arbin var son till kammarherren och löjtnanten Axel Melcher von Arbin och Marie-Louise Ramsay. Han avlade mogenhetsexamen 1872, blev kadett vid Karlberg samma år och utexaminerades 1873. Efter utexaminering blev han underlöjtnant vid Första livgrenadjärregementet, löjtnant 1878, avlade fullständig examen vid krigshögskolan 1879 och blev samma år aspirant vid Generalstaben. 1882 blev von Arbin stabsadjutant och löjtnant vid Generalstaben, han var 1884–1885 lärare i krigsvetenskap vid ridskolan å Strömsholm, blev stabsadjutant och kapten vid generalstaben 1886 samt militärattaché vid beskickningen i Paris 1890. Han blev 1891 kapten vid Första livgrenadjärregementet, samma år militärattaché vid beskickningen i Sankt Petersburg, överadjutant och major i generalstaben 1893, överstelöjtnant och förste major vid Södermanlands regemente 1897. 1899–1904 var han överste och chef för Norrbottens regemente och 1904–1906 tillförordnad chef för Södermanlands regemente.
Han blev 1896 ledamot av Krigsvetenskapsakademien.
Han tilldelades 1885 spanska Sankt Ferdinands orden, blev 1891 riddare av franska Hederslegionen, blev riddare av Sankt Olavs ordens andra klass 1894, riddare av Svärdsorden samma år, blev riddare av ryska Sankt Annas ordens 2:a klass med kraschan 1899, kommendör av Dannebrogordens andra klass samma år, kommendör av Svärdsordens andra klass 1902 samt kommendör av Sankt Olavs ordens andra klass 1904.